# چاه حاجی الله‌بخش
چاه حاجی الله‌بخش یا خانه‌های خداداد قنبرزهی روستایی در دهستان چشمه زیارت بخش مرکزی شهرستان زاهدان استان سیستان و بلوچستان ایران است.

## جمعیت
بر پایه سرشماری عمومی نفوس و مسکن در سال ۱۳۹۵ جمعیت این روستا ۴۸ نفر (۱۷خانوار) بوده‌است.